# پنسان
پنسان، روستایی در دهستان هیچان بخش مرکزی شهرستان نیک‌شهر در استان سیستان و بلوچستان ایران است.

## جمعیت
بر پایه سرشماری مرکز آمار ایران در سال ۱۳۹۵، جمعیت آن ۱۵۸ نفر (۴۵ خانوار) بوده‌است.